# Тополина (заказник)
Тополи́на — лісовий заказник місцевого значення в Україні. Розташований у межах Свалявського району Закарпатської області, біля західної околиці села Солочин. 
Площа 74,4159 га. Статус надано згідно з рішенням Закарпатської облради від 12.08.2011 року, № 265. Перебуває у віданні Солочинської сільської ради. 
Створений з метою охорони частини лісового масиву, що розташований при східних відногах гірського масиву Синяк. На території заказника зростає дуже рідкісне лісо-лучне угруповання — березняк біловусо-шафрановий. У трав'яному покриві поширений шафран Гейфелів, занесений до Червоної книги України, та інші червонокнижні рослини: підсніжник білосніжний, коручка морозникоподібна, булатка довголиста, пальчатокорінник травневий. 